# Retención de la fragata Libertad en Ghana

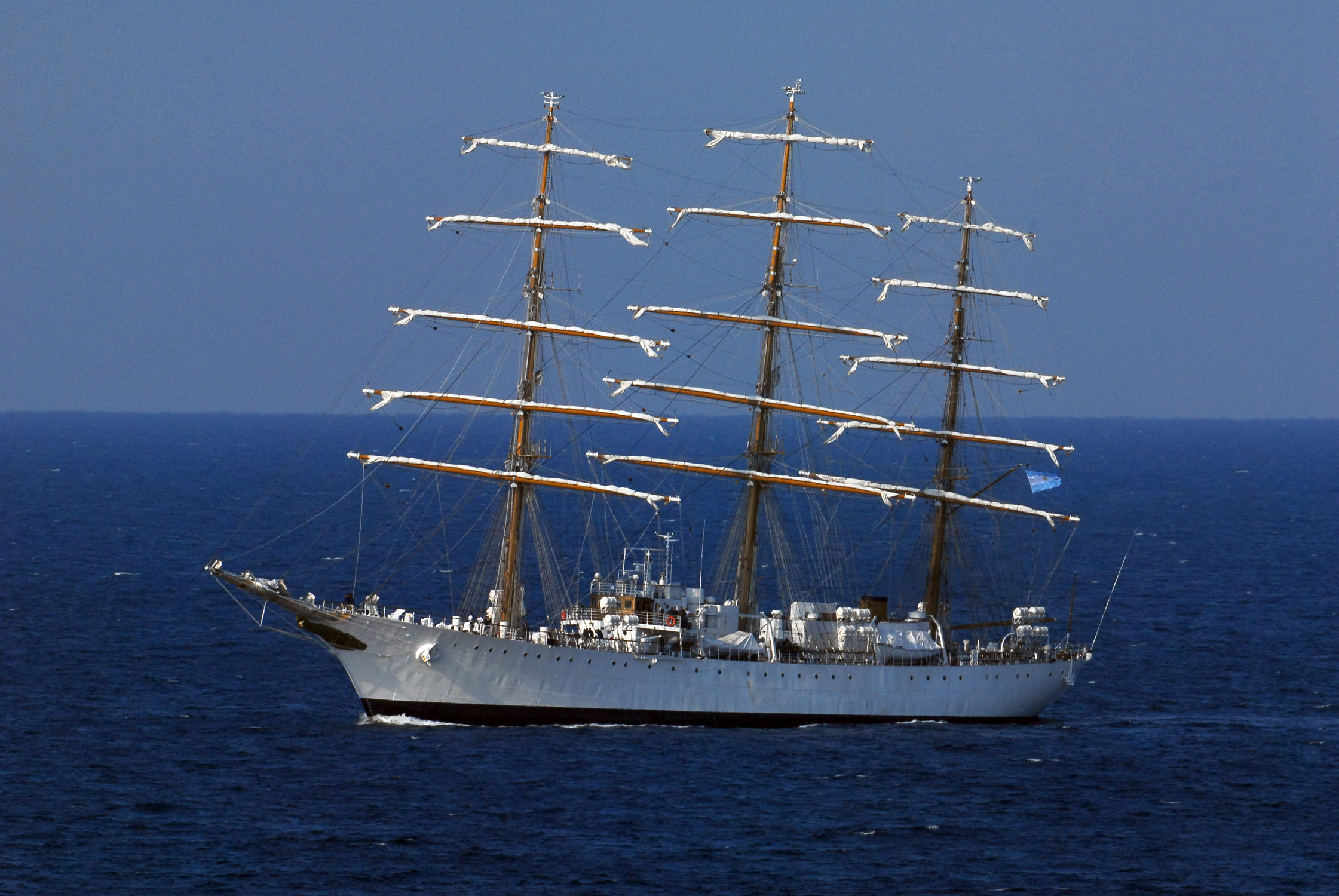
La Fragata Libertad en 2007

La retención de la fragata Libertad en Ghana fue un episodio ocurrido el 2 de octubre de 2012 por el cual la fragata Libertad, buque escuela de la Armada Argentina, fue detenido en el puerto ghanés de Tema, al este de Acra, por una reclamación por parte de los denominados fondos buitre. El recurso de amparo que desencadenó la retención de la nave fue presentado ante los tribunales de Ghana por el Grupo NML Capital, con sede en las Islas Caimán, con el objeto de cobrar papeles de deuda que no entraron en el canje del default de 2001. Por su parte, el Ministerio de Relaciones Exteriores y Culto de Argentina calificó esta acción judicial como un «artero ataque contra la Argentina [por parte] de los fondos buitre». En la ocasión, el canciller Héctor Timerman afirmó que los buques de guerra no podían ser embargados, de acuerdo con la legislación internacional al respecto. Entretanto, la presidenta Cristina Fernández de Kirchner sostenía que «mientras yo sea presidenta, se podrán quedar con la fragata, pero con la libertad, dignidad y soberanía de este país no se va a quedar nadie». 
A pesar de la presión ejercida por los fondos buitre en los tribunales de Ghana y de la polémica mediática en torno al asunto, el ministro de Economía Hernán Lorenzino afirmó que la Argentina iba a seguir pagando sus compromisos de deuda al 93 % de los tenedores de bonos que ingresaron a los canjes de 2005 y 2010 y que mantendría su política de no pagar a los fondos buitre que quieran obtener el pago integral de la deuda en default. «Vamos a seguir pagándoles al 93 % de los acreedores que entraron al canje, en dólares, euros y yenes, como corresponde; vamos a respetar al 93 % de los bonistas, muchos argentinos, que hicieron el esfuerzo que quieren aprovechar algunos vivos», sentenció el ministro, a instancias de la presidenta.
Finalmente siguiendo los lineamientos de la  Convención de Naciones Unidas sobre Derecho del Mar se falló que la República de Ghana, al detener al buque de guerra “ARA Fragata Libertad”, mantenerlo luego detenido, no permitirle recargar combustible y adoptar diversas medidas judiciales en su contra, violó su obligación internacional de respetar las inmunidades de jurisdicción y de ejecución de las que goza dicho buque conforme el Artículo 32 -CNUDM- y el Artículo 3 de la Convención de 1926 para la Unificación de Ciertas Reglas relativas a la inmunidad de buques de propiedad del estado, así como otras reglas de derecho internacional general o consuetudinario fuertemente establecidas al respecto. Ghana había impedido el ejercicio del derecho a salir de las aguas jurisdiccionales del estado costero y el derecho de libertad de navegación del que gozaba la Fragata ARA Libertad junto con su tripulación. Finalmente el Tribunal Internacional del Mar que afirmara la responsabilidad internacional de Ghana requiriéndole que ordenara a este estado cesar inmediatamente las violaciones referidas; pagar una compensación adecuada y ofrecer un saludo solemne a la bandera Argentina como satisfacción por el daño moral causado.

## Descripción
La fragata (Q-2) ARA Libertad, construida en el Astillero Río Santiago, es una fragata con gavias dobles (cinco vergas por palo que puede bracearse hasta 45°) y tres palos cruzados (trinquete, mayor y mesana), perteneciente a la Flota de Mar de la Armada Argentina. La altura máxima del palo mayor es de 49,8 m y tiene seis guinches eléctricos para maniobra de velas. 

## Inicio de la crisis
El navío había zarpado de Buenos Aires el 2 de junio de 2012 con más de 300 marinos a bordo para hacer su viaje anual de instrucción y recaló en los puertos de Brasil, Surinam, Guyana, Venezuela, Portugal, España, Marruecos y Senegal antes de llegar a Ghana. El 20 de octubre de 2012. En el mismo comunicado, Cancillería también criticaba a la Justicia de Ghana de aspirar a que un país soberano negociara con una entidad dedicada a la piratería financiera desde su guarida fiscal en el Caribe, afirmaba que la retención de la nave insignia de la Armada era «un secuestro, una extorsión y un acto de piratería» contra la Argentina y que el «Gobierno argentino se ha visto obligado a tomar esta decisión ya que la decisión de Ghana, además de violar el derecho internacional, pone en riesgo la integridad de la tripulación, ya que le niega el aprovisionamiento necesario para mantener un buque en puerto». Adicionalmente, el comunicado del Palacio San Martín informaba que «Todos los extranjeros que participaban del viaje de instrucción serían también evacuados en la misma operación».
Para la manutención y el cuidado de la fragata se dispuso de una dotación mínima de 44 militares. Este contingente defendió con armas su posición, las autoridades portuarias cortaron el suministro de agua y electricidad con intervención diplomática, el suministro de agua y energía al navío fue restablecido, sin que hubiera necesidad de mover el barco de su lugar en el amarradero.
Mientras tanto un fallo del tribunal del Mar que tiene jurisdicción sobre los buques internacionales, ordenó la liberación del buque y su retorno a Argentina. Sin embargo el fondo El NML Capital de Paul Singer se negó a reconocer el fallo haciendo caso omiso.Tras varios fallos adversos contra el fondo buitre, la Suprema Corte de Ghana obligó al fondo NML Elliot a pagar unos 8 millones de dólares a la administración del puerto de Tema, en concepto de gastos por haber mantenido secuestrada a la fragata Libertad durante 77 días y condenó a las autoridades portuarias por el secuestro.

## Gestiones para la recuperación
Tras la retención de la Fragata Libertad el Gobierno argentino inició las gestiones para lograr la liberación del buque y el regreso al país. El 9 de octubre de 2012, Argentina solicitó al Tribunal de Comercio de Ghana la inmediata liberación de la fragata, argumentando que los barcos de guerra no eran sujetos de embargos, invocando la inmunidad diplomática de la embarcación escuela, de acuerdo con la Convención de Viena. El fiscal general ghanés había pedido al Tribunal Supremo la revocación de la orden judicial que supuso la inmovilización de la fragata entendiendo que la misma contaba con inmunidad.
En ese momento, la tripulación se encontraba compuesta por 192 suboficiales, 69 guardiamarinas argentinos, 15 chilenos, 8 uruguayos, 26 oficiales de la plana mayor y 13 invitados especiales, que pertenecen a otras fuerzas armadas y seguridad de Argentina y naciones de Sudamérica. El Cancillería argentina emitió un comunicado en el que afirmaba estar dispuesta a "agotar las instancias judiciales de Ghana y de los tribunales internacionales en defensa de su soberanía, contra los fondos buitre y quienes intentan imponer un sistema global donde los pueblos vivan sometidos al capital especulativo". Tribunal Internacional del Derecho del Mar, con sede en Hamburgo, falló rápidamente en favor de la Argentina y resolvió por decisión unánime que las autoridades de Ghana "desembarguen inmediatamente la Fragata y que la aprovisione".
También emitió un mandato específico: dispuso que el 22 de diciembre será la fecha límite para que el buque de guerra argentino pueda dejar el puerto de Tema.
Argentina dirigió a la Organización de las Naciones Unidas (ONU) un planteo para analizar la situación, que afecta directamente al sistema de inmunidades de los Estados que rige a la comunidad de naciones, al no ser respetada la inmunidad de una embarcación militar. Con esta agenda, Héctor Timerman se dirigió a Nueva York, donde se entrevistó con el secretario general de la ONU, Ban Ki-moon. Tras deliberar sobre este planteo argentino, la Organización Marítima Internacional (OMI), órgano dependiente de la ONU, resolvió el 28 de noviembre de 2012 que la Fragata Libertad era un buque de guerra y que, por lo tanto, contaba con inmunidad y no podía ser embargada. La prueba definitiva de esta condición de navío bélico fue presentada por la embajadora argentina en el Reino Unido Alicia Castro, la que demostró finalmente que la Fragata Libertad no poseía el número de registro definido para los navíos dedicados a actividades comerciales por ser un buque de guerra.
Por otra parte, la embajadora Alicia Castro señaló que «resulta preocupante que algunos legisladores y medios de prensa argentinos difundan falsas informaciones que podrían perjudicar la situación argentina frente a las ávidas demandas de los fondos buitre y en contra del interés nacional». Tras el fallo del Tribunal Internacional sobre el Derecho del Mar (TIDM), con sede en Hamburgo (Alemania) que ordenó la liberación del buque, el director del puerto, Jacob Adorkor, las pérdidas económicas se produjeron como resultado de la retención, demandó por 7.6 millones de dólares al fondo estadounidense NML Capital.
El 15 de diciembre de 2012,  en un nuevo fallo el Tribunal Internacional del Derecho del Mar le ordenó a Gahna, por fallo unánime, la inmediata liberación de la Fragata Libertad. El tribunal dictaminó que «Ghana debe liberar sin condiciones la fragata, garantizando que el barco, su comandante y tripulación puedan dejar el puerto de Tema, asegurando su aprovisionamiento» y además ponderó que el buque de guerra es una «expresión de soberanía argentina» y que la decisión de Ghana de secuestrar y retener la nave afectaba la inmunidad diplomática de acuerdo al derecho internacional. Marcelo Kohen, destacado jurista argentino, y Susana Ruiz Cerutti,  consejera legal de la Cancillería y su equipo, diseñaron el camino a seguir ante el Tribunal del Mar bajo la guía del canciller Timerman para lograr el fallo a favor del país.
El Tribunal Internacional del Derecho del Mar también fijó como plazo máximo para el cumplimiento de la sentencia el 22 de diciembre del mismo año y Ghana debería cumplir el dictamen y liberar la nave «sin condiciones» y que las partes involucradas se repartan los costos del proceso. Tras otro revés el fondo Eliott se negó a acatar las órdenes judiciales y desconoció la autoridad del Tribunal Internacional del Mar, más tarde tras otro fallo adverso a sus intereses Eliott Capital desconocería también la autoridad de la Corte Suprema Ghanesa.
Al conocerse la noticia, la presidenta de Argentina, Cristina Fernández de Kirchner celebró, desde su cuenta de Twitter, anunciando: «Una vez más cumplimos: vuelve la Fragata».

## Liberación
El 28 de noviembre, el canciller Héctor Timerman se reunió en Nueva York con el titular de la ONU, Ban Ki-moon, quien coincidió con la posición argentina y sostuvo que la Fragata era "un buque de guerra" y por lo tanto gozaba de inmunidad y no podía ser embargado. El éxito de la gestión llegó el 15 de diciembre de 2012 con la decisión unánime del Tribunal Internacional de Derecho del Mar de declarar por unanimidad la "inmunidad" de la Fragata por ser un buque de guerra de la Armada Argentina.
El 18 de diciembre de 2012, el ministro de Relaciones Exteriores de Ghana anunció que pediría la revocación de la orden judicial que retenía la Fragata Libertad en el país, en el sentido de cumplir la resolución del Tribunal Internacional del Derecho del Mar y concretar su  liberación. Luego de repostar y acondicionar el buque —y tras el embarque de los 98 tripulantes que habían sido enviados desde Buenos Aires para la recomponer la tripulación— la Fragata Libertad abandonó el puerto de Tema al mediodía del 19 de diciembre de 2012, emprendiendo su regreso, con arribo previsto para el 9 de enero de 2013 a la ciudad argentina de Mar del Plata. Finalmente la embajadora argentina Susana Ruiz Cerutti la artífice de la estrategia legal que permitió que el regreso de la Fragata Libertad y la ministra de Justicia y Procuradora General de Ghana, Marietta Brew Appiah -Oponq, firmaron el acuerdo para dar por terminado el proceso arbitral.La Suprema Corte de Ghana había considerado que el juez de primera instancia había errado "en no declinar su jurisdicción ante un intento de embargar un bien de un Estado soberano afectado a fines militares. En tanto el Tribunal Supremo de Ghana dictaminó que la retención por parte de las autoridades ghanesas de la Fragata Libertad, fue injusta y aseguró que la decisión de retener el buque argentino podría haber puesto en peligro la seguridad de Ghana y que pudo haber desencadenado un conflicto militar y diplomático. El Tribunal del Mar subrayó que el buque de guerra es una "expresión de soberanía argentina", por lo que la decisión ghanesa de retener la nave afecta la inmunidad diplomática de acuerdo al derecho internacional.

## Regreso a la Argentina
De acuerdo con lo planificado tras su partida del puerto de Tema, la fragata Libertad arribó a Mar del Plata el 9 de enero de 2013. El navío escuela llegó a las 17:45 y amarró pasadas las 18. Luego, ingresó a la terminal escoltada por el buque ARA Guerrico y por el submarino ARA San Juan, mientras los barcos anclados en la terminal portuaria hicieron sonar sus sirenas, en homenaje al buque insignia que hacía su entrada. Mientras tanto, en la escollera del puerto, una multitud de aproximadamente 200 mil personas aguardaban llegadas de diferentes puntos del país. En ese marco festivo, el tenor Darío Volonté —excombatiente de la guerra de las Malvinas y sobreviviente del hundimiento del crucero General Belgrano— cantó el Aurora, tres aviones sobrevolaron el cielo formando una fumata azul y blanca y un grupo de paracaidistas y buzos tácticos daban la bienvenida a la fragata.
Entre la asistencia al acto, muchos eran simpatizantes de agrupaciones llegados desde diferentes puntos del país, otros residentes de Mar del Plata y los restantes turistas que veranean en esta época del año en la ciudad. También estuvieron presentes familiares de los tripulantes de la fragata, quienes fueron trasladados desde el Edificio Libertador (sede del Ministerio de Defensa) a Mar del Plata en cuatro buses, más un servicio que partió desde Puerto Belgrano, Bahía Blanca.
Como parte de las celebraciones por el retorno de la fragata, se realizó un acto que fue encabezado por la presidenta Cristina Fernández de Kirchner. En su discurso, la mandataria afirmó que el buque «simboliza la defensa irrestricta de los derechos soberanos de la Argentina y su dignidad nacional» y agregó: «Hoy más que nunca Patria sí, colonia no».
Por otra parte, ningún referente de la oposición estuvo presente en la ceremonia, pese a que se les extendió invitaciones.
El diputado por la ciudad de Buenos Aires Pino Solanas afirmó que «El regreso de la Fragata Libertad, que hoy alegra el corazón de todo el pueblo argentino». Al respecto de la ausencia de opositores el jefe de gabinete opinó que «Cuando la Fragata estaba embargada pedían a los gritos claudicar ante los fondos buitre y cuando vuelve a la Argentina, sin ceder un ápice de nuestra soberanía, le dan la espalda no al gobierno, sino al pueblo argentino» Ricardo Alfonsín, de la Unión Cívica Radical, opinó que «Todos los argentinos celebramos el regreso de la Fragata Libertad. Un año después el máximo tribunal del país africano obligó ahora al fondo de inversión a pagar unos 8 millones de dólares a la administración del puerto de Tema, en concepto de gastos por haber mantenida secuestrada la nave.

## Condena al fondo Elliot
En junio de 2013 la justicia Ghanesa condenó al fondo buitre Elliot a pagar unos u$s 8 millones a la administración del puerto de Tema, por los gastos de haber mantenido secuestrada la fragata Libertad. La decisión la tomó la Corte Suprema de Ghana, como fallo complementario al que había determinado que la Argentina tenía razón en el juicio contra Elliot por la detención del buque, definiendo la situación como "injusta" y con "serio riesgo para el país" para el país africano.

## Repercusiones
Durante las gestiones para lograr la liberación de la fragata Libertad, el ministro Héctor Timerman anunció que la Argentina exigirá que se declare la «responsabilidad internacional» de Ghana por el embargo ilícito y que se obligue a ese país a «indemnizar a la Argentina por los daños ocasionados y a desagraviar los símbolos patrios». Timerman señaló que el proceso correrá en el Tribunal Internacional del Derecho del Mar, para tratar la cuestión de fondo que es la responsabilidad internacional de Ghana por el embargo ilícito de la Fragata.
No obstante la decisión del Gobierno nacional de no ceder ante la presión los fondos buitre, el diputado opositor Alberto Asseff  pidió la creación de un «Fondo Patriótico» de 20 millones de dólares, destinado al pago a los fondos buitre, idéntica propuesta presentó el   exsenador de la Unión Cívica Radical, José María García Arecha, y por miembros Propuesta Republicana (PRO); la propuesta no tuvo mayores repercusiones y tampoco pudo llevarse a cabo pues los abogados consultados indicaron que la iniciativa podía llegar a perjudicar las negociaciones del Estado nacional.
La diputada radical santacruceña Elsa Álvarez dijo que la fragata no era buque de guerra “inembargable”, sino que era un buque de servicios, desconociendo que la Fragata Libertad era un buque de guerra, y por lo tanto según la Convención de las Naciones Unidas sobre el Derecho del Mar es inembargable. Recordando esa actitud, la presidenta, en su discurso de llegada de la fragata dijo que "allá había buitres y acá había graznidos de caranchos. Pero no escuchamos a ninguno"…"paradójicamente, muchos de los que decían que había que arrodillarse eran los que habían endeudado a la Argentina"
El Jefe de Gobierno de la ciudad de Buenos Aires Mauricio Macri insistía, aun después del retorno de la fragata al país, en pagar a los fondos buitre. incluso luego de que Corte Suprema de Ghana, condenara al fondo buitre Elliot (compañía matriz del Grupo NML Capital) a pagar unos U$S 8 millones a la administración del puerto de Tema, por los gastos de haber mantenido secuestrada la fragata Libertad.